# Хисарлъка (крепост)
Вижте пояснителната страница за други значения на Хисарлъка.
Хисарлъка е късноантична и средновековна крепост. Намира се на най-високата равнинна част на хълма „Хисарлъка“, издигащ се на 2 km югоизточно от Кюстендил. Тя е архитектурно-строителен паметник на културата с категория „национално значение“ (ДВ, бр. 77 / 1968 г.).

## История
Крепостта е изградена в края на 4 – началото на 5 век. Поправяна през 6 век от Юстиниан I Велики (527-565) и станала една от най-големите византийски крепости. През 809 година влиза в пределите на България присъединена от хан Крум (803-814). Крепостта е граничен пункт до битката при Версиникия през 813 година когато са разгромени войските на Михаил I Рангаве (812-813). Допълнително изградени стени, сгради и казарми са изградени по времето на Цар Симеон Велики (893-927). След обсадата на Преслав от Светослав Киевски (963-972) и Йоан I Цимиски (969-976) крепостта отново служи като граничен пункт но след Битката при Траянови врата през 986 година към България са присъединени още територии. През 1010 година влиза в пределите на Византия от Василий II Българоубиец (976-1025). Смята се че тук през 1040 година се води битка като част от въстанието на Петър  Делян срещу Михаил IV (1040-1042). През 1190 година отново влиза в пределите на България след като Иван Асен I (1185-1196) и брат му Петър II (1185-1197) разгромяват при Тревненския проход император Исак II Ангел (1185-1195, 1201-1202, 1204). През 1218 година България губи Македония от Теодор Комнин (1204-1230) и крепостта отново става част от границата. По времето на цар Иван Асен II (1218-1241) град Велбъжд става процъфтяващ град. Превзет е от ромеите след смъртта на Георги I Тертер (1281-1292) от император Андроник II Палеолог (1282-1323 (1323-1329) ) но е възвърнат отново след битката при Скафида през 1304 година. Тук през 1330 година се състои битката при Велбъжд при която сръбският крал Стефан III Дечански (1321-1330) разгромява армията на Михаил III Шишман Асен (1323-1330) който умира от раните си. След битката при Черномен през 1371 година се основава Велбъждкото деспотство начело с Константин Драгаш(1371-1395) а след смъртта му е превзето от Баязид I Светкавицата (1389-1402). Твърдината е частично разрушена от  Мехмед II Завоевателят (1444-1446, 1451-1481) след 1453 година. Между 2007 и 2014 година е частично реставрирана с помощта на европейски средства.

## Архитектура
Крепостта има форма на неправилен многоъгълник, удължен в посока югоизток-северозапад, със средни размери 117/175 m и укрепена площ приблизително 21,17 дка. Североизточната част е силно стеснена и удължена. Формата на укрепената площ, местоположението на укрепителните съоръжения не са съобразени с класическите принципи на фортификация. Те следват конфигурацията на терена. В различни сектори на крепостната стена са разположени четиринадесет кръгли, триъгълни и правоъгълни кули; две порти и пет потерни. Най-главната и най-широка порта е на източната стена, близо до главния път. Първоначалното ѝ устройство е на двукрила врата, впоследствие е преустроена в спускаща, а по-късно стеснена и затворена изобщо. Всички потерни за пешеходци са в непосредствена Мехмед II близост до кули, които ги охраняват. Те са с малка ширина, с гранитен праг и еднокрила врата с хоризонтална греда за залостване от вътрешна страна. За подсигуряване на по-добра охрана и възможност за наблюдение, крепостната стена при всички кули и порти е уширена. Еднораменни и двураменни стълбища са водели до широките площадки в горния край на стената. Вътрешността на уширенията в стената е оформена със засводени ниши.
Крепостната стена, в зависимост от терена, има различни ширини – 1,60; 1,85; 2,20; 2,40 и 3,00 m. Най-тясна е западната стена – 1,60 m, продиктувано от стръмния терен, усилена с контрафорси – правоъгълни уширения от външната страна. Предполагаемата височина на стената е 10 m, а височината на кулите – 12 m. Техниката на градеж е „opus mixtum“ – смесена зидария с ритмично сменящи се каменни и тухлени пояси от 4 или 5 реда тухли. Спойката е хоросан със счукани тухли. При мазилка на водопроводи е използван водоустойчив хоросан – червен, със стрити на прах тухли. Каменната зидария е редова от средно голям, ломен местен камък. Нивото на терена се ограничава с отстъп – уширение от 8 до 20 cm. Около камъните хоросанът е оформен в мазилка. В оригиналния градеж на крепостта тухлата освен в поясите е използвана и за оформяне на страниците на входове, на порти, потерни, кули, сводове и ниши. В късните ремонти – преправки е използвана без ред, между каменната зидария.
Археологическите разкопки регистрират различни строителни периоди на крепостта, свързани с времето на използване, изявени с преустройства на порти, покачване на нива, ремонти по външно и вътрешно лице. Първите и най-съществени промени се отнасят към 6 век и византийския император Юстиниан I (527 – 565), за което е оставил писмени сведения античния писател Прокопий Кесарийски (ок. 500 – ок. 565). Многобройните и разнообразни археологически находки говорят за непрекъснатото и продължително използване на крепостта през Античността и Средновековието.

## Реставрация
В началото на 2014 г. е проведена обществена поръчка с предмет „Късноантична и средновековна крепост „Хисарлъка“ на стойност 4 230 264,04 лв. без ДДС, финансирана със средства от правителствената инвестиционна програма „Растеж и устойчиво развитие на регионите“ и за изпълнител е определен Консорциум „Кюстендил“. Възстановителните работи на крепостта започват на 20 юли 2014 г. Проектът е дело на арх. Юлий Фърков и предвижда частично възстановяване на крепостните стени и три от бойните кули с височина 14 метра, в които ще бъдат разположени музейни експозиции. Заедно с реставрацията на крепостните стени се изграждат и лапидариум и театрон с 300 места.